# 共同不法行為
共同不法行為（きょうどうふほうこうい）とは、複数の人間の関与により、権利侵害の結果を発生させる現象のこと。またはそのような結果を発生させた行為。またはそのような行為に対する民事上の責任（不法行為責任）の発生要件と主観的・客観的範囲を定めた私法上の制度。日本法においては、不法行為の特殊類型として民法719条に規定されている。
- 民法は、以下で条数のみ記載する。

## 共同不法行為の類型
- 数人の者が共同の不法行為によって他人に損害を加えた場合（719条第1項前段） - 狭義の共同不法行為
- 共同行為者のなかで実際に誰が損害を加えたのか明らかでない場合（719条第1項後段）
- 教唆者・幇助者（719条第2項）

## 共同不法行為の成立要件
- 行為者それぞれが709条の不法行為の成立要件を満たす必要は無いと近時の判例は支持しており、これは半ば通説かしている。

古い通説においては、行為者それぞれが通常の不法行為の成立要件（709条）を満たすことが必要とされているが、近時の有力説においては、それでは719条で独自に規定の意義を定めた意味がなくなるとして、因果関係を推定ないし擬制する関連共同性によって成り立つとされている。
- 行為者の行為に関連共同性が認められること

判例は「共同」とは客観的にみて不法行為が共同で行われたことで足り、共謀といった不法行為者間の主観的な認識を必要としないとする客観的共同説をとる。

## 共同不法行為の効果
行為者は生じた損害全額につき連帯して責任を負うとされる（719条）。複数の工場の廃水がそれぞれ河川を汚染し、そのため下流域において農作物の枯死等の被害が発生した場合、複数の工場のうちどの工場の廃水が原因であるかを確定できないが、そのような場合であっても、被告の工場の廃水だけで作物が枯れる可能性があるのならば、被告は全損害について賠償しなければならないことになる。

### 「連帯」の解釈
｢連帯して責任を負う｣の解釈について、旧判例は共同不法行為者同士が連帯債務を負うことと解していた。しかし、その後、判例は共同不法行為者の責任は不真正連帯債務であり連帯債務ではないと判示している（最判昭和57年3月4日判時1042号87頁）。

### 求償の問題
共同不法行為において各共同不法行為者が負う債務は前述の通り不真正連帯債務とされている。不真正連帯債務では連帯債務者間には負担部分がないため当然には生じない。
この点につき判例は、不真正連帯債務でも共同不法行為者の一人が被害者に賠償した場合には、他の共同不法行為者の負担すべき過失割合（責任割合）に応じて求償できるとしている（最判昭和41年11月18日民集20巻9号1886頁、最判平成10年9月10日民集52巻6号1494頁）。
また、共同不法行為者の一人（甲）が被害者に賠償した場合、他の共同不法行為者（乙）の使用者（丙）に対して求償が認められるかの問題（719条と715条とが交錯する場面）について、判例は、「甲が自己と被用者（乙）との過失割合に従って定められるべき自己の負担を超えて被害者に損害を賠償したときは、甲は、被用者（乙）の負担部分について使用者（丙）に対し求償することができる」としている（最判昭和63年7月1日民集42巻6号451頁）。